# 베사카

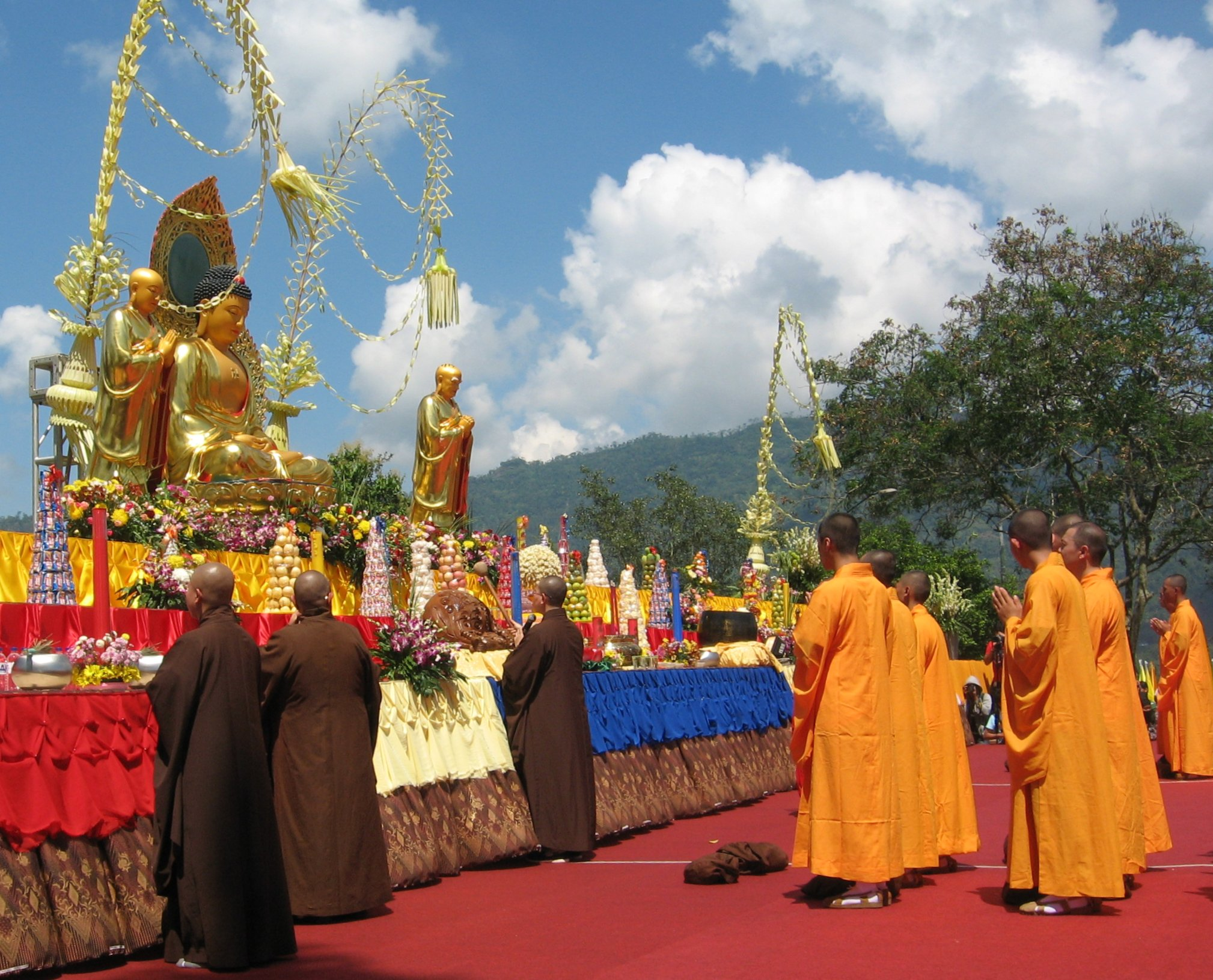

베사카(팔리어: Vesākha, 산스크리트어: Vaiśākha)는 남아시아와 동남아시아, 티베트와 몽골의 불교도들이 전통적으로 지켜온 명절이다. 불교의 가장 중요한 축제이다. 이 축제는 테라바다, 티베트 불교, 나바야나에서 고타마 붓다의 탄생, 깨달음, 열반(빠리니르바나)을 기념한다.
'베사카'라는 이름은 붓다가 탄생한 달로 간주되는 음력 바이사카(Vaisakha) 달을 가리키는 팔리어 vesākha 또는 산스크리트어 vaiśākha에서 유래되었다. 대승불교 전통에서 이 휴일은 산스크리트어 이름(Vaiśākha)과 그 파생형으로 알려져 있다.
동아시아 전통에서 부처님의 생일을 축하하는 것은 일반적으로 전통적인 베사카 시기에 열리는 반면, 부처님의 깨달음과 죽음은 달력의 다른 날인 보리절(Bodhi Day)과 열반절(Nibbāna Day)로 별도의 휴일로 축하된다. 바이사카(Vaisakha) 달의 보름날에 베사카를 기념하는 남아시아 전통에서 베사카날은 부처님의 탄생, 깨달음, 궁극적인 죽음을 기념한다.